# Lijst van soorten in het geslacht Aloe
Dit is een lijst die soorten bevat behorend tot het geslacht Aloe.

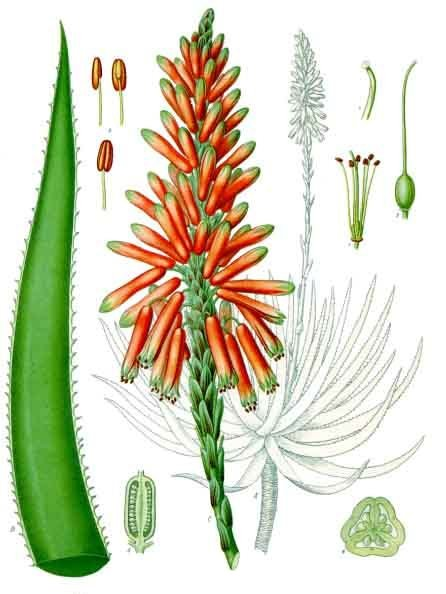
Aloe succotrina

## A

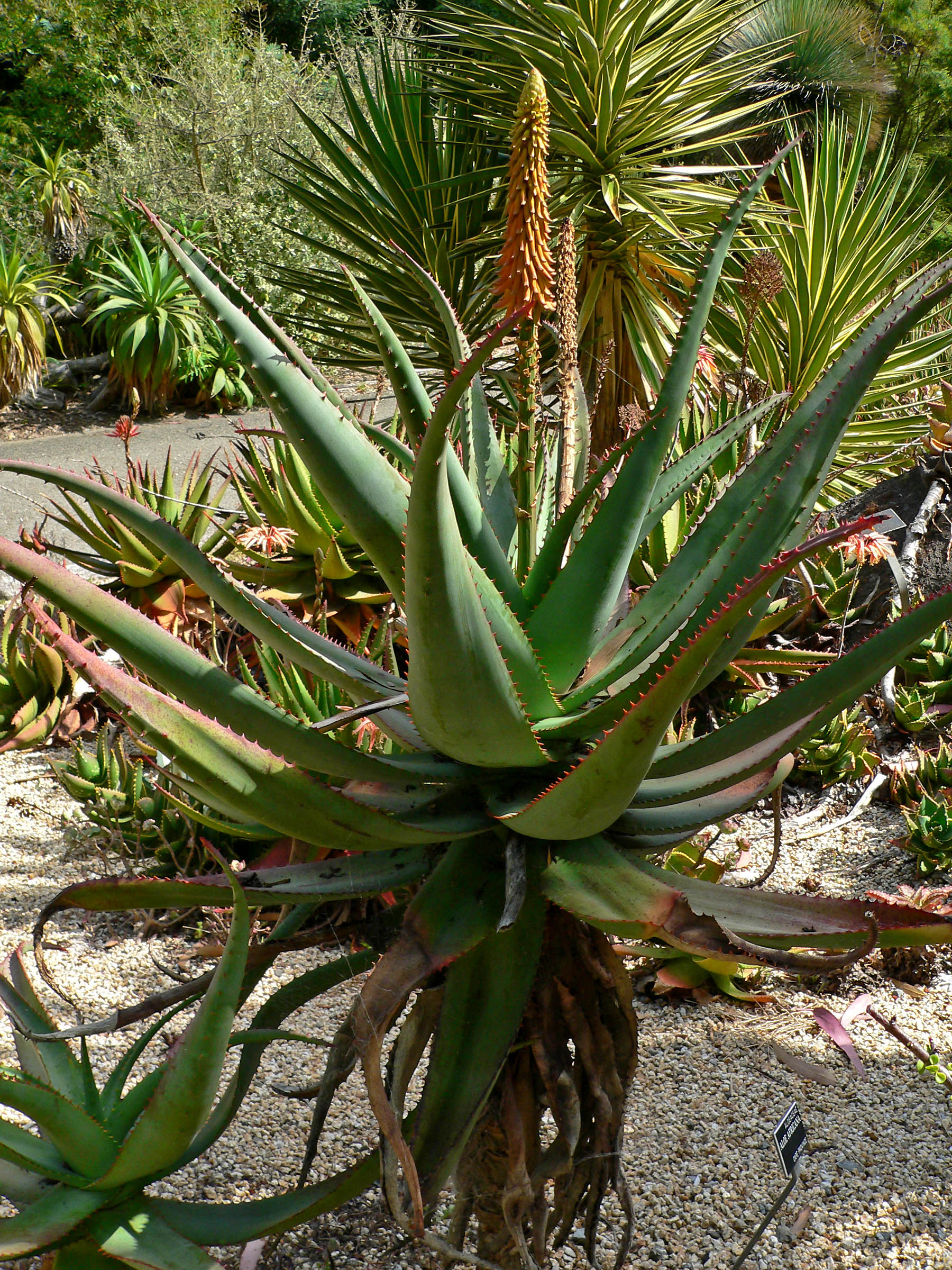
Aloe africana

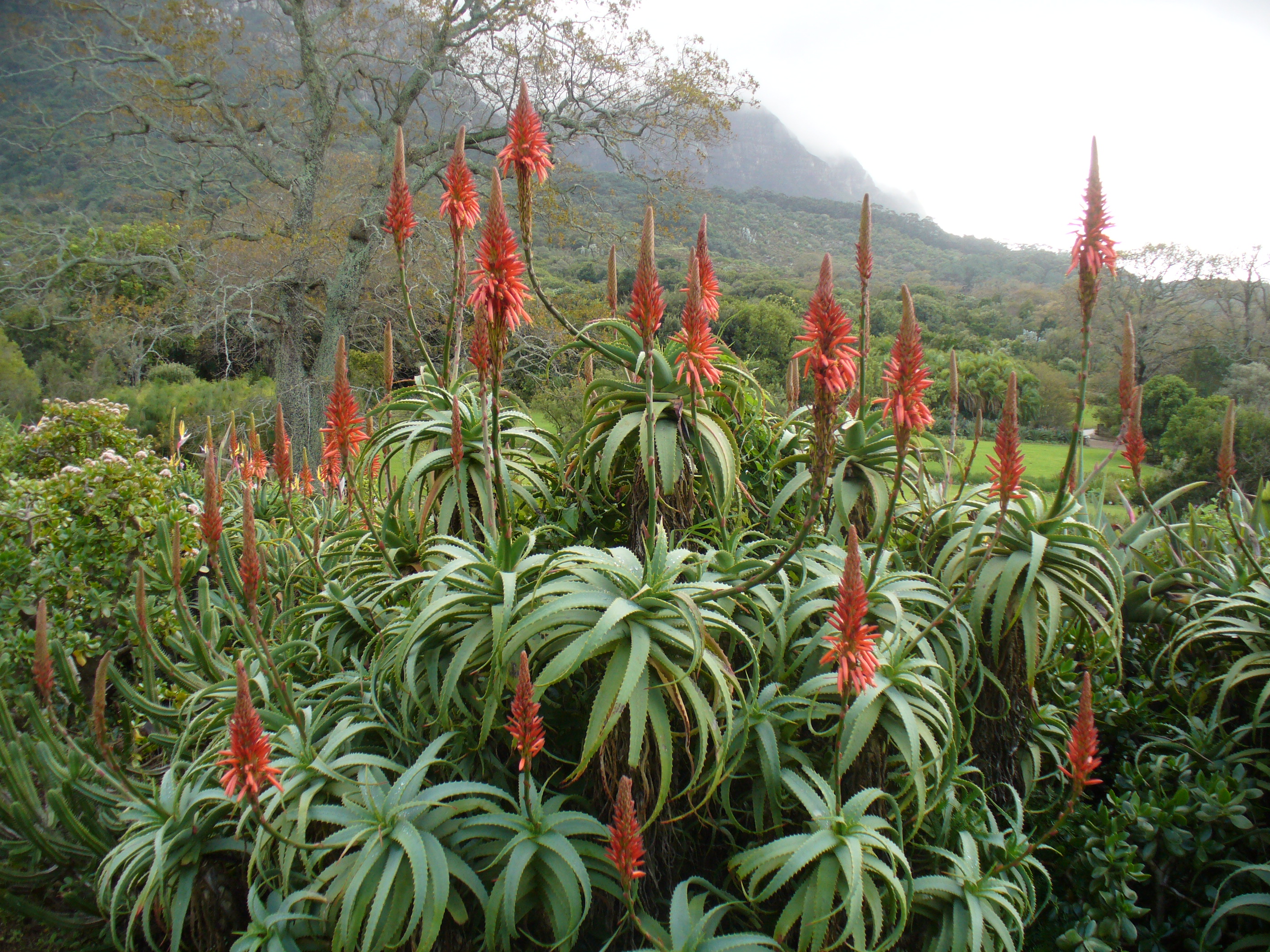
Aloe arborescens

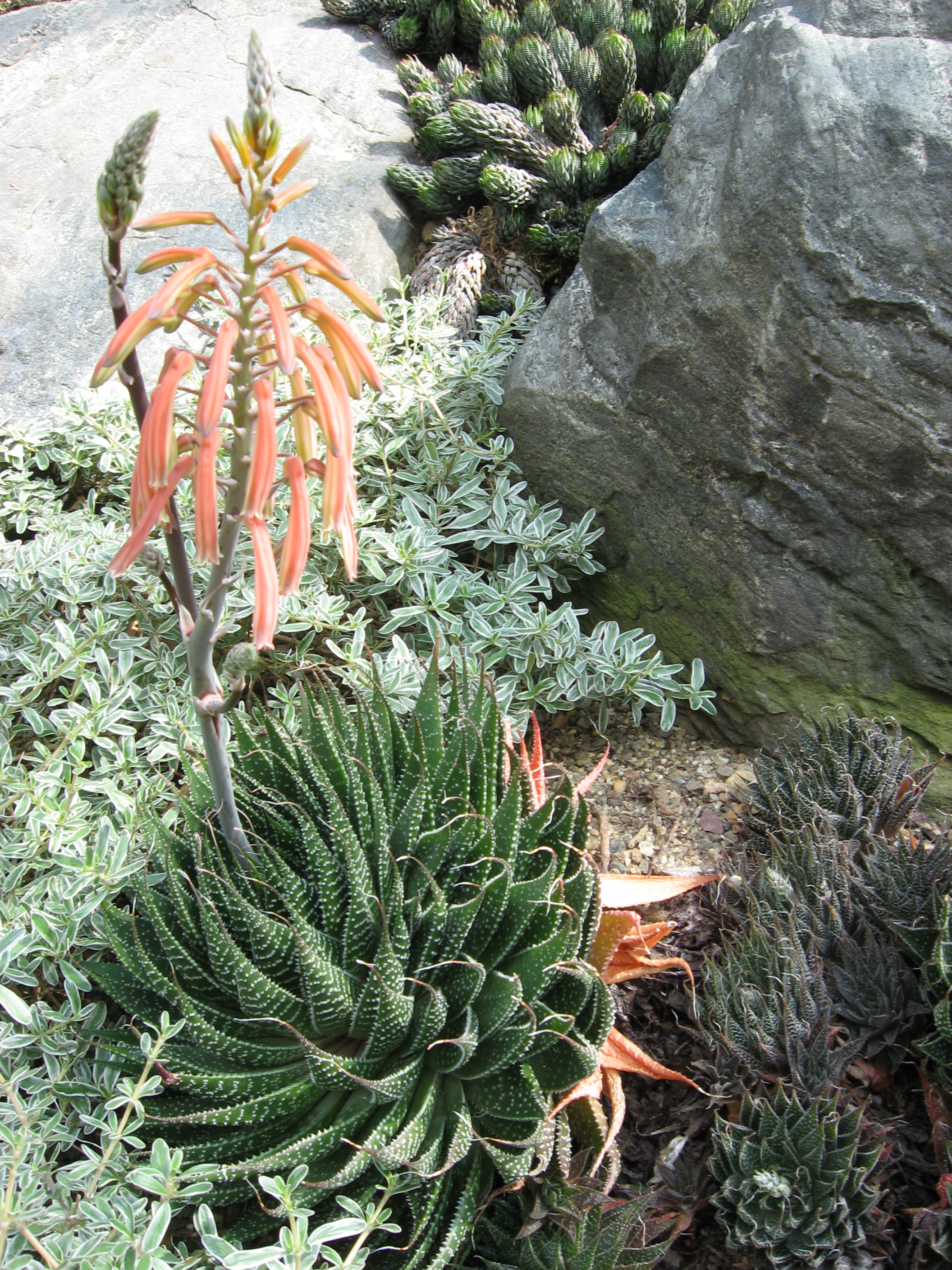
Aloe Aristata

- Aloe aageodonta
- Aloe abyssicola
- Aloe abyssinica
- Aloe aculeata
- Aloe acutissima
- Aloe adigratana
- Aloe affinis
- Aloe africana
- Aloe ahmarensis
- Aloe albida
- Aloe albiflora
- Aloe albovestita
- Aloe alfredii
- Aloe alooides
- Aloe ambigens
- Aloe amicorum
- Aloe ammophila
- Aloe amudatensis
- Aloe andongensis
- Aloe andringritrensis
- Aloe angiensis
- Aloe angolensis
- Aloe ankoberensis
- Aloe antandroi
- Aloe archeri
- Aloe arenicola
- Aloe argenticauda
- Aloe asperifolia
- Aloe audhalica
- Aloe ausana

## B

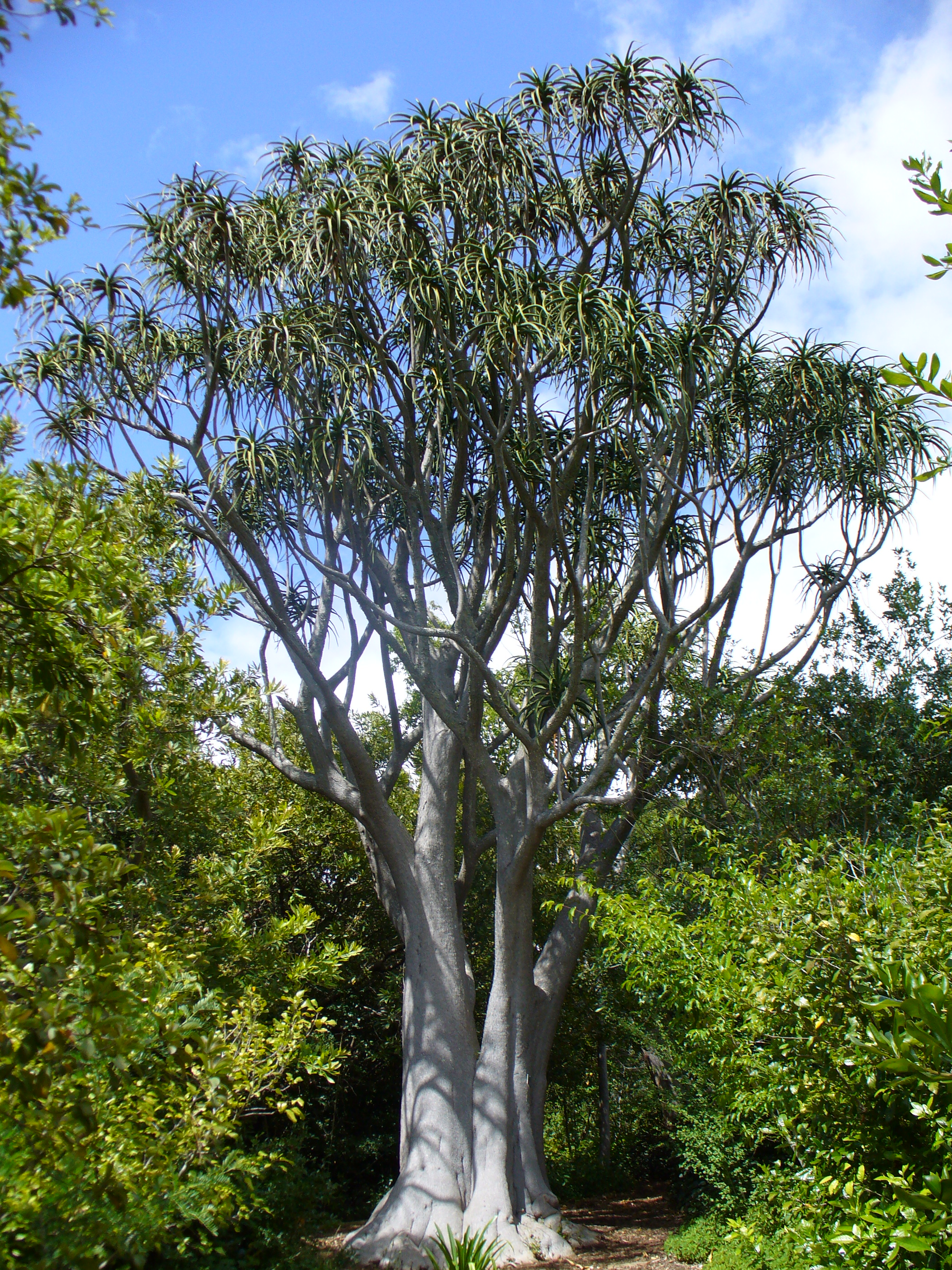
Aloe barberae

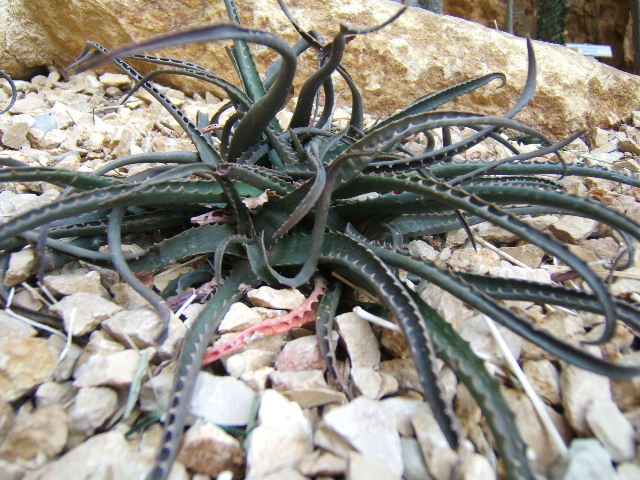
Aloe boiteani

Aloe buhrii

- Aloe babatiensis
- Aloe bakeri
- Aloe ballii
- Aloe barbadensis
- Aloe barbertoniae
- Aloe bargalensis
- Aloe bella
- Aloe bellatula
- Aloe betsileensis
- Aloe bicomitum
- Aloe boehmii
- Aloe boiteaui

- Aloe boscawenii
- Aloe bowiea
- Aloe boylei
- Aloe brachystachys
- Aloe branddraaiensis
- Aloe brandhamii
- Aloe breviscapa
- Aloe broomii
- Aloe brunneostriata
- Aloe buchananii
- Aloe buchlohii
- Aloe buettneri
- Aloe buhrii

- Aloe bukobana
- Aloe bulbicaulis
- Aloe bulbilifera
- Aloe bullockii
- Aloe burgersfortensis
- Aloe bussei

## C

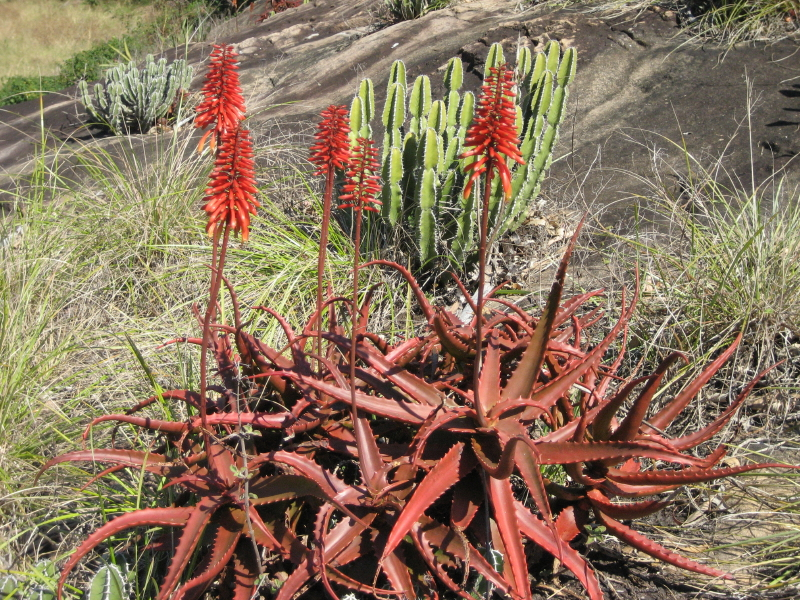
Aloe cameronii

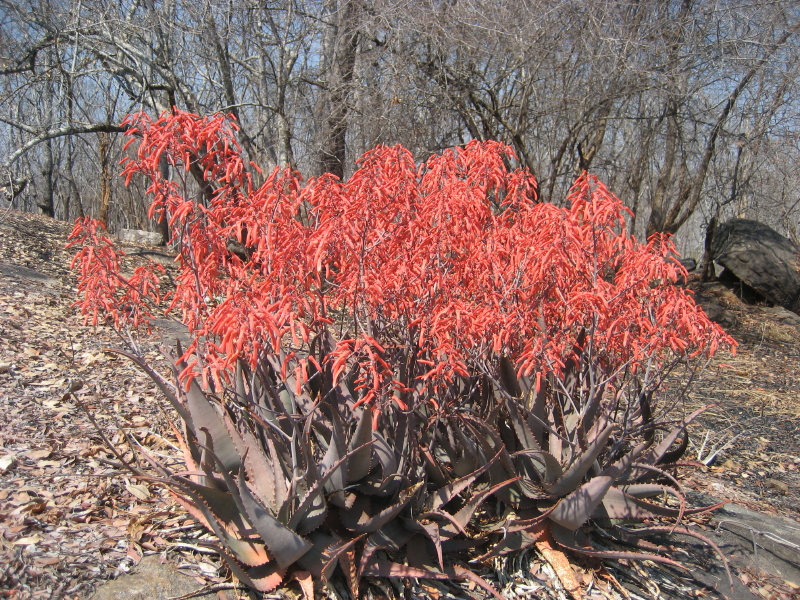
Aloe chabaudii

Aloe commixta

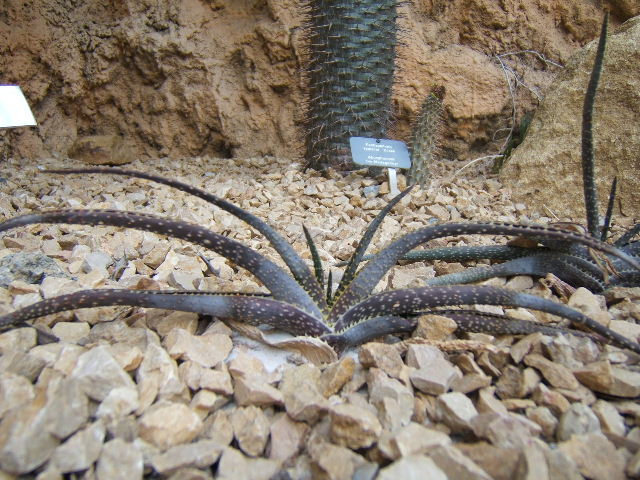
Aloe compressa var. rugosquamosa

- Aloe calcairophila
- Aloe calidophila
- Aloe cameronii
- Aloe camperi
- Aloe canarina
- Aloe candelabrum
- Aloe cannellii
- Aloe capitata
- Aloe caricina
- Aloe castellorum
- Aloe catengiana
- Aloe chabaudii

- Aloe cheranganiensis
- Aloe chlorantha
- Aloe chortolirioides
- Aloe christianii
- Aloe chrysostachys
- Aloe citrina
- Aloe classenii
- Aloe claviflora
- Aloe commixta
- Aloe compacta
- Aloe compressa
- Aloe compressa var. rugosquamosa

- Aloe comptonii
- Aloe confusa
- Aloe congdonii
- Aloe congolensis
- Aloe conifera
- Aloe constricta
- Aloe cooperi
- Aloe corallina
- Aloe crassipes
- Aloe cremersii
- Aloe cremnophila
- Aloe cryptoflora
- Aloe cryptopoda

## D

Aloe decurva

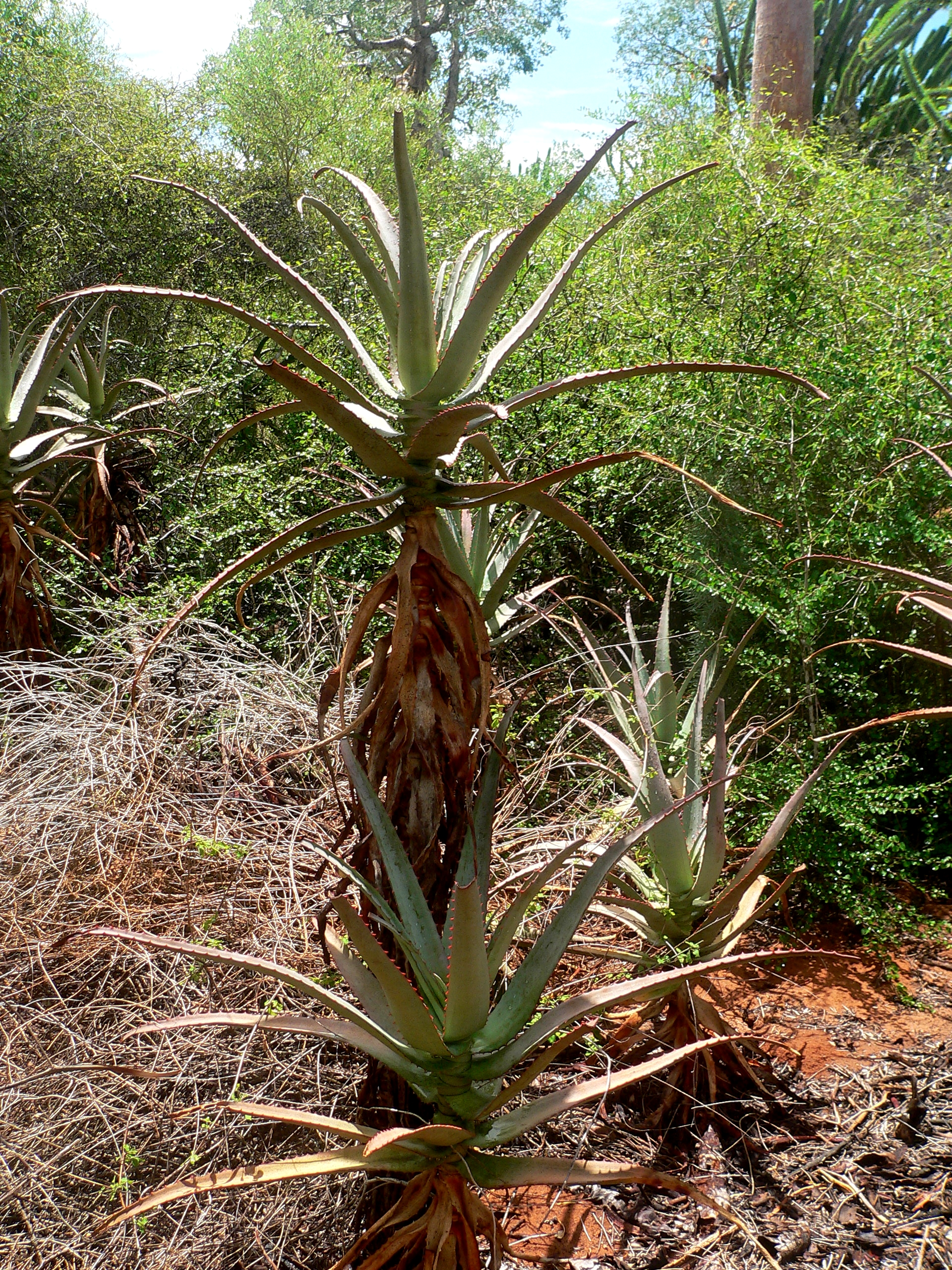
Aloe divaricata

- Aloe dabenorisana
- Aloe davyana
- Aloe dawei
- Aloe debrana
- Aloe decaryi
- Aloe decorsei
- Aloe decurva
- Aloe decurvidens
- Aloe defalcata
- Aloe delphinensis
- Aloe deltoideodonta
- Aloe descoingsii
- Aloe deserti
- Aloe dewetii
- Aloe dewinteri
- Aloe dhalensis
- Aloe dhufarensis
- Aloe dichotoma
- Aloe dispar
- Aloe divaricata
- Aloe doei
- Aloe dolomitica
- Aloe dominella
- Aloe dorothea
- Aloe duckeri
- Aloe dumetorum
- Aloe dyeri

## E

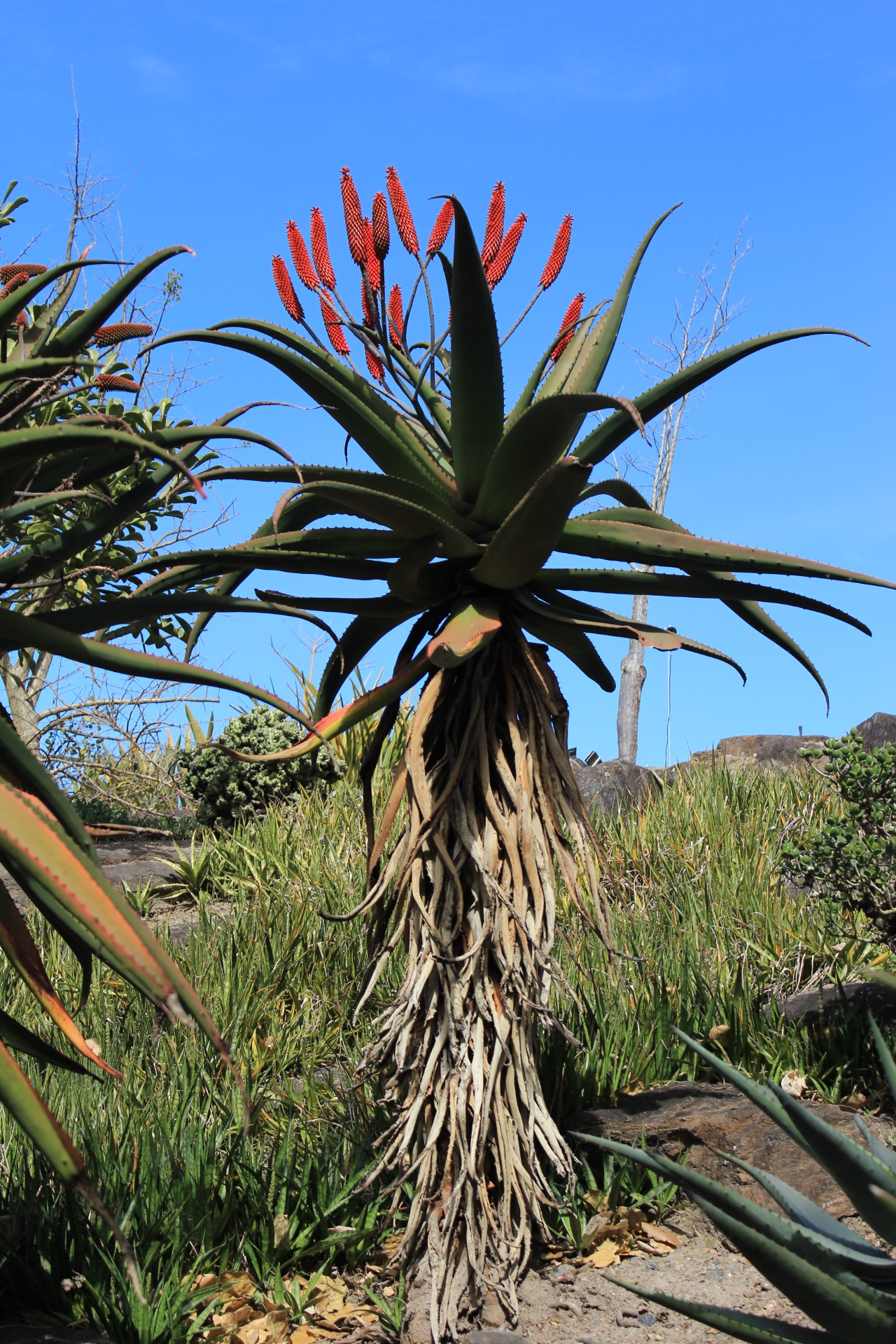
Aloe excelsa

- Aloe ecklonis
- Aloe elata
- Aloe elegans
- Aloe elgonica
- Aloe ellenbeckii
- Aloe eminens
- Aloe enotata
- Aloe eremophila
- Aloe erensii
- Aloe ericetorum
- Aloe erinacea
- Aloe eru
- Aloe erythrophylla
- Aloe esculenta

## F

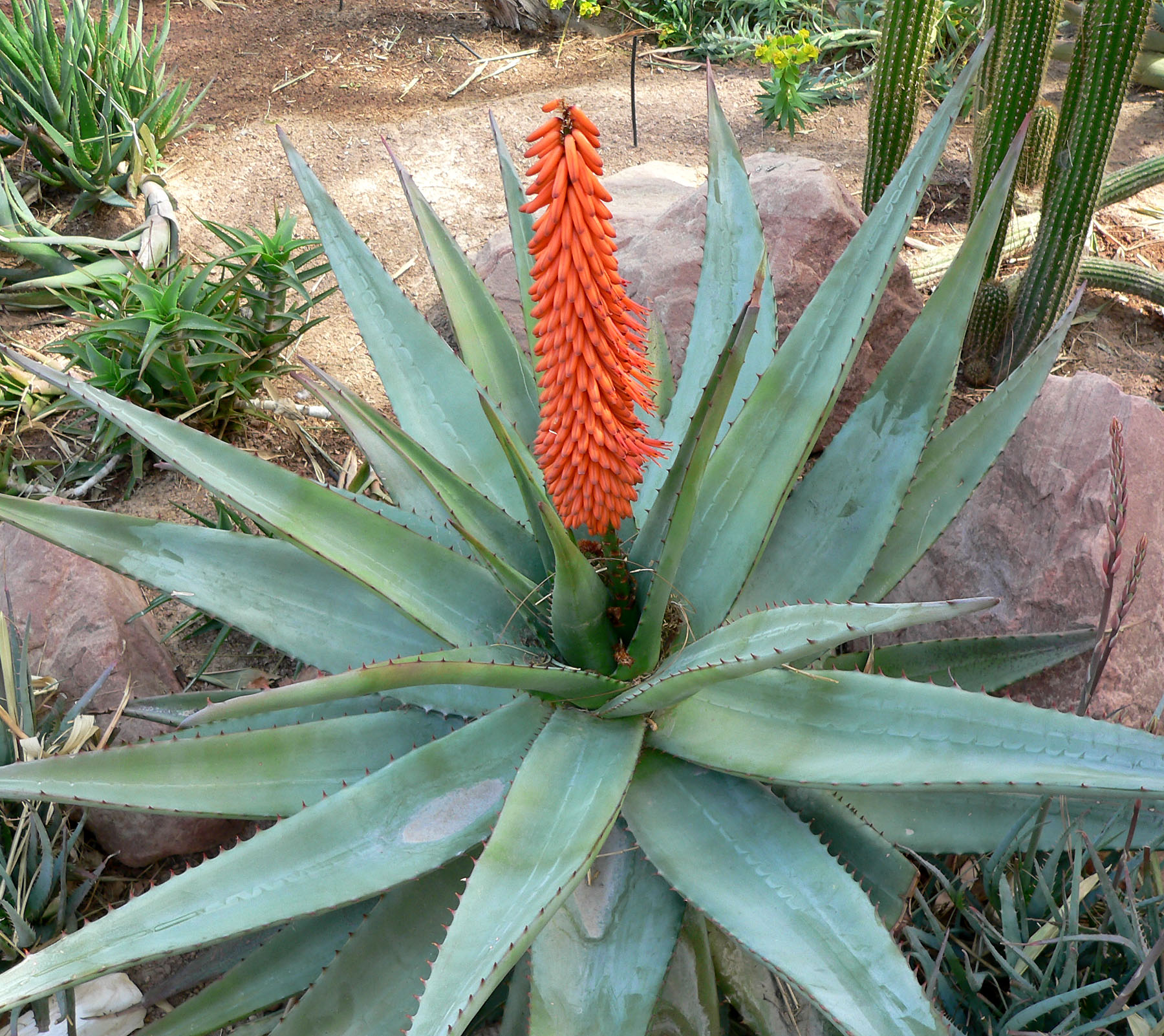
Aloe ferox

- Aloe falcata
- Aloe ferox
- Aloe fibrosa
- Aloe fievetii
- Aloe fleurentinorum
- Aloe flexilifolia
- Aloe forbesii
- Aloe fosteri
- Aloe fouriei
- Aloe fragilis
- Aloe framesii
- Aloe francombei
- Aloe fulleri

## G

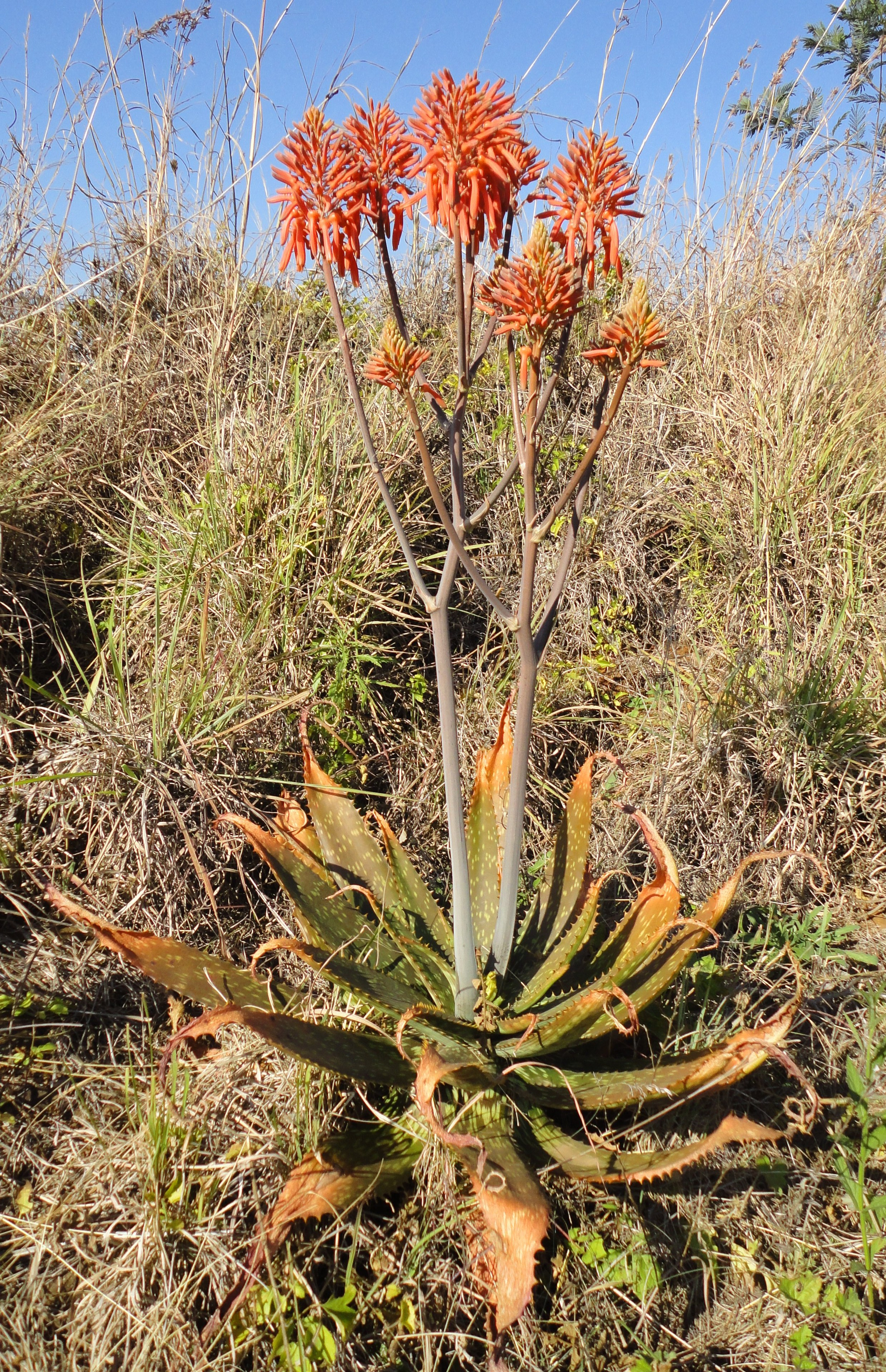
Aloe greatheadii var. davyana

- Aloe gariepensis
- Aloe gerstneri
- Aloe gigas
- Aloe gilbertii
- Aloe gillilandii
- Aloe glabrescens
- Aloe globuligemma
- Aloe gloveri
- Aloe gossweileri
- Aloe gradicaulis
- Aloe graciflora
- Aloe gracilis
- Aloe graminifolia
- Aloe grandidentata
- Aloe grata
- Aloe greatheadii
  - Aloe greatheadii davyana
- Aloe greenii
- Aloe greenwayi
- Aloe grisea
- Aloe guerrai
- Aloe guillaumetii

## H

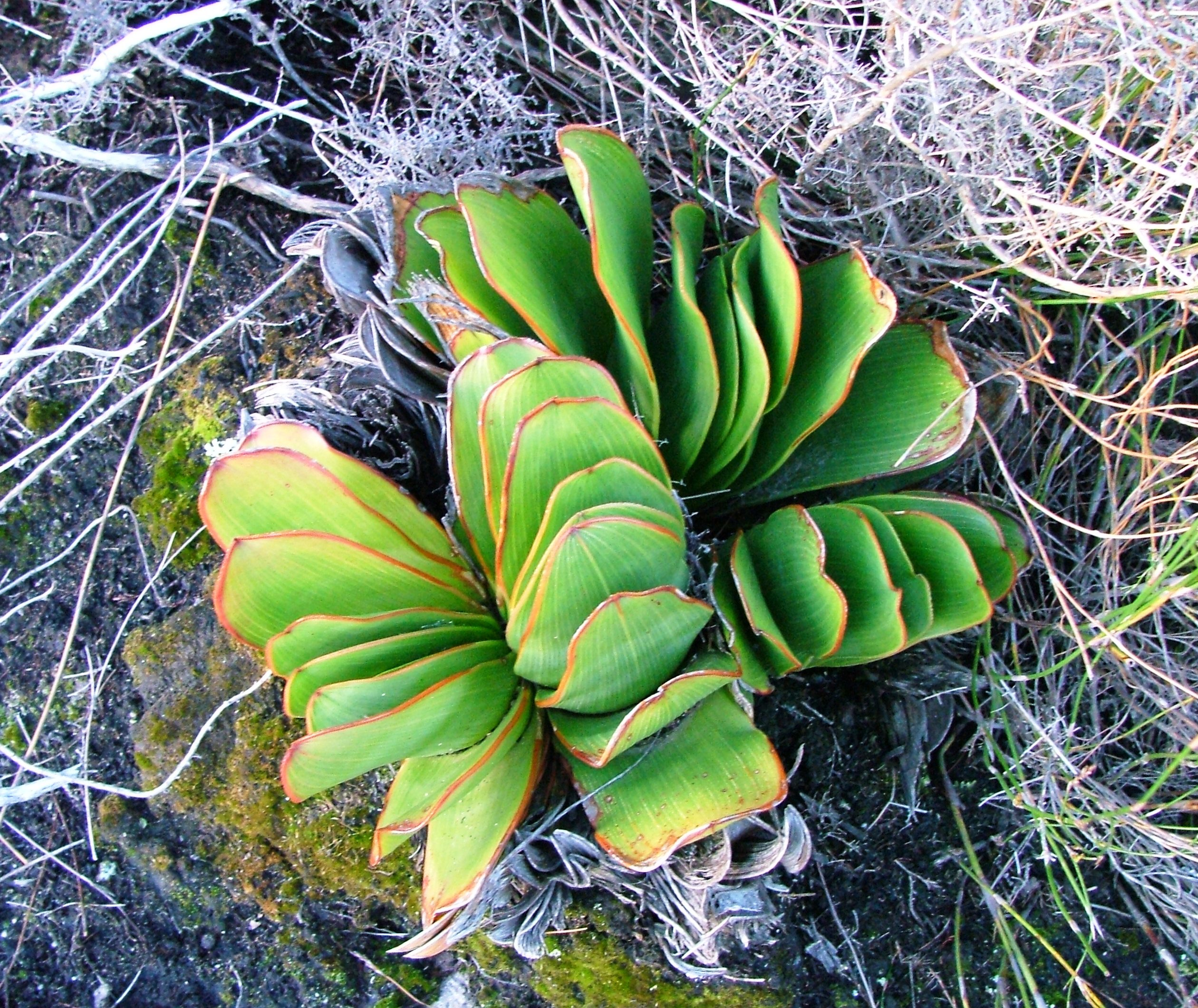
Aloe haemanthifolia

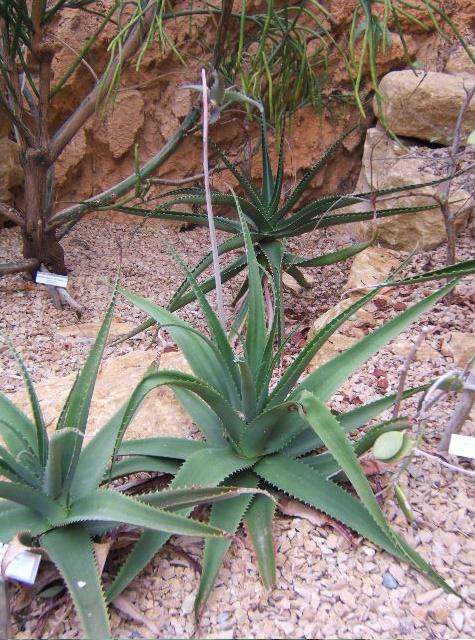
Aloe helenae

- Aloe haemanthifolia
- Aloe hardyi
- Aloe harlana
- Aloe harmsii
- Aloe haworthioides
  - Aloe haworthioides albiflora
- Aloe hazeliana
- Aloe helenae

- Aloe heliderana
- Aloe hemmingii
- Aloe hendrickxii
- Aloe hereroensis
- Aloe hildebrandtii
- Aloe hlangapies
- Aloe howmanii
- Aloe humbertii

## I-J

Aloe inyangensis

- Aloe ibitiensis
- Aloe imalotensis
- Aloe immaculata
- Aloe inamara
- Aloe inconspicua
- Aloe inermis
- Aloe integra
- Aloe intermedia
- Aloe inyangensis
- Aloe isaloensis
- Aloe itremensis
- Aloe jacksonii
- Aloe jucunda
- Aloe juvenna

## K

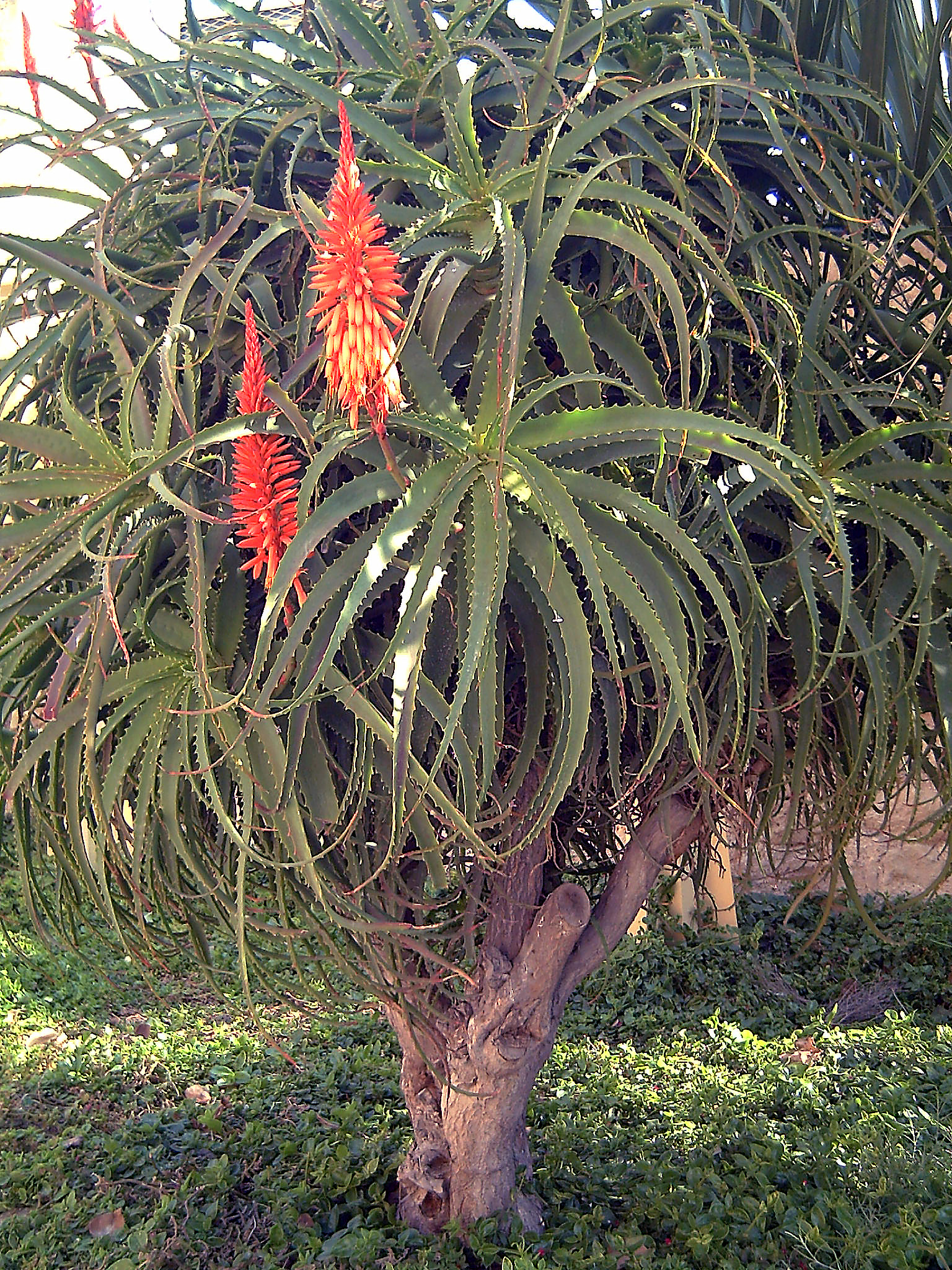
Aloe Kedongensis

- Aloe karasbergensis
- Aloe keayi
- Aloe kedongensis
- Aloe keithii
- Aloe ketabrowniorum
- Aloe kilifiensis
- Aloe kirkii
- Aloe kniphofioides
- Aloe komaggasensis
- Aloe komatiensis
- Aloe krapohliana
- Aloe krausii
- Aloe kulalensis

## L

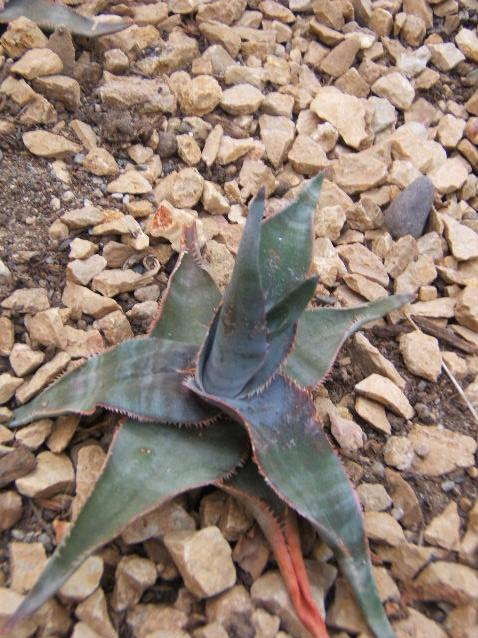
Aloe laeta

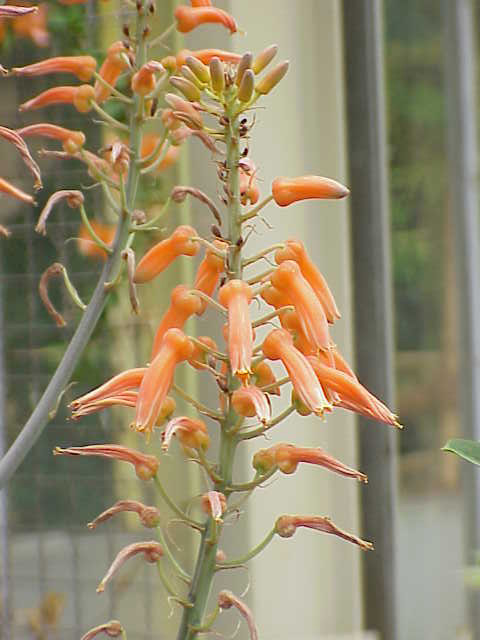
Aloe lateritia

- Aloe labworana
- Aloe laeta

- - Aloe lateritia graminicola
- Aloe lastii
- Aloe lareritia

- - Aloe lateritia graminicola
- Aloe latifolia
- Aloe lavranosii
- Aloe leachii
- Aloe leandrii
- Aloe leedalii
- Aloe lensayuensis
- Aloe lepida
- Aloe leptophylla
- Aloe leptosyphon
- Aloe lettyae
- Aloe leucantha
- Aloe linearifolia
- Aloe lineata
- Aloe littoralis
- Aloe longibracteata
- Aloe luapulana
- Aloe lutescens

## M

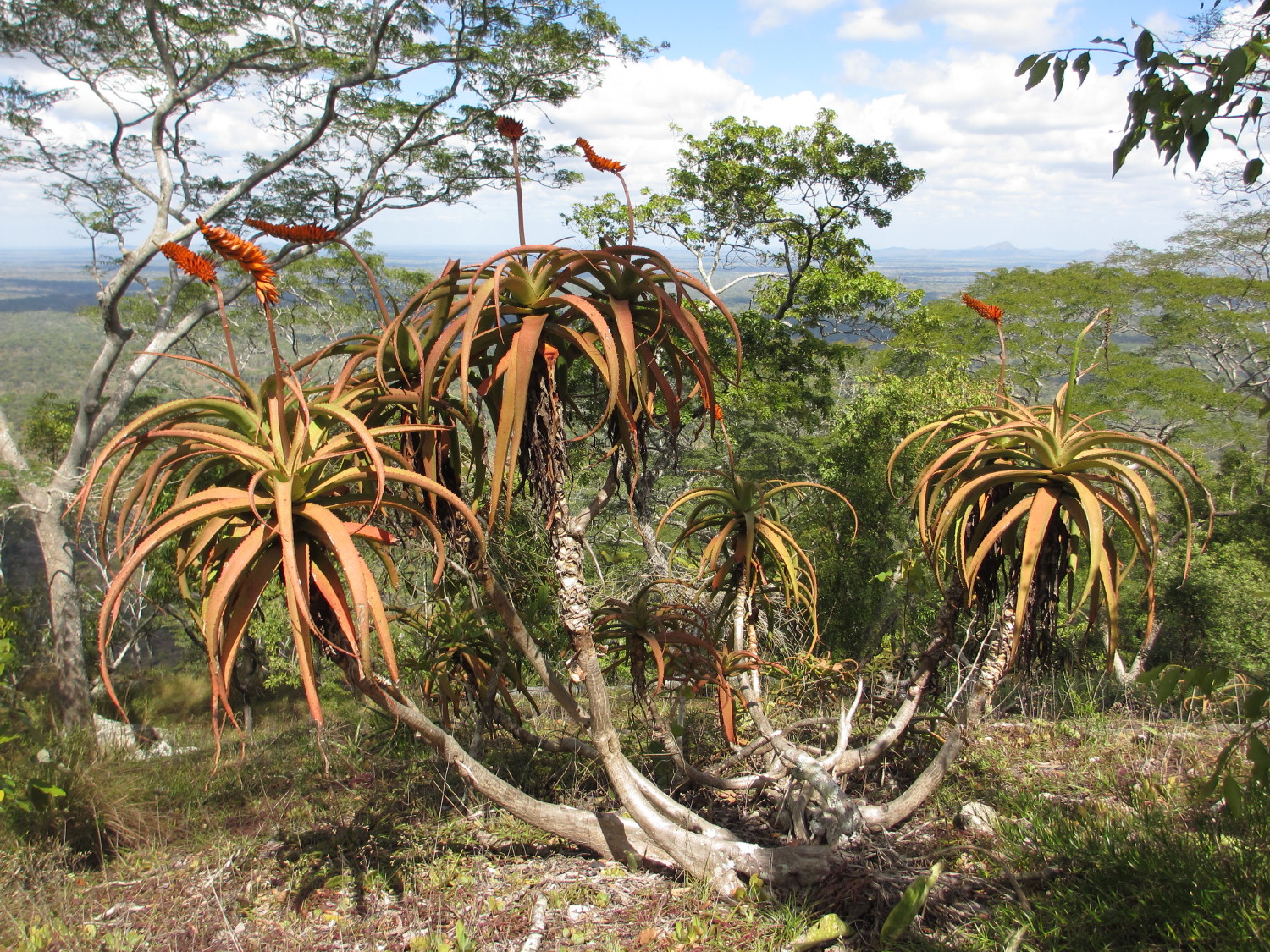
Aloe mawii

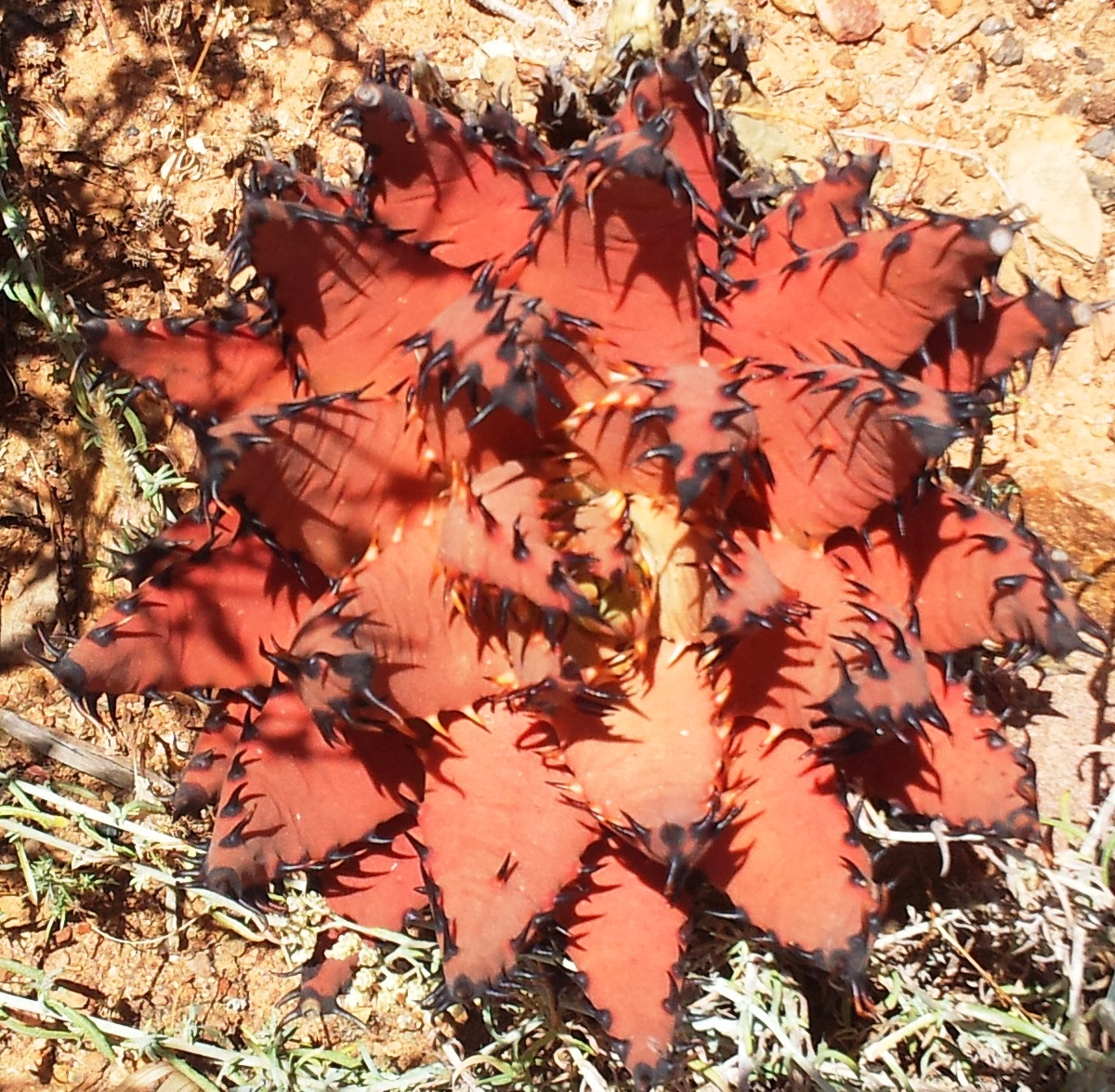
Aloe melanacantha

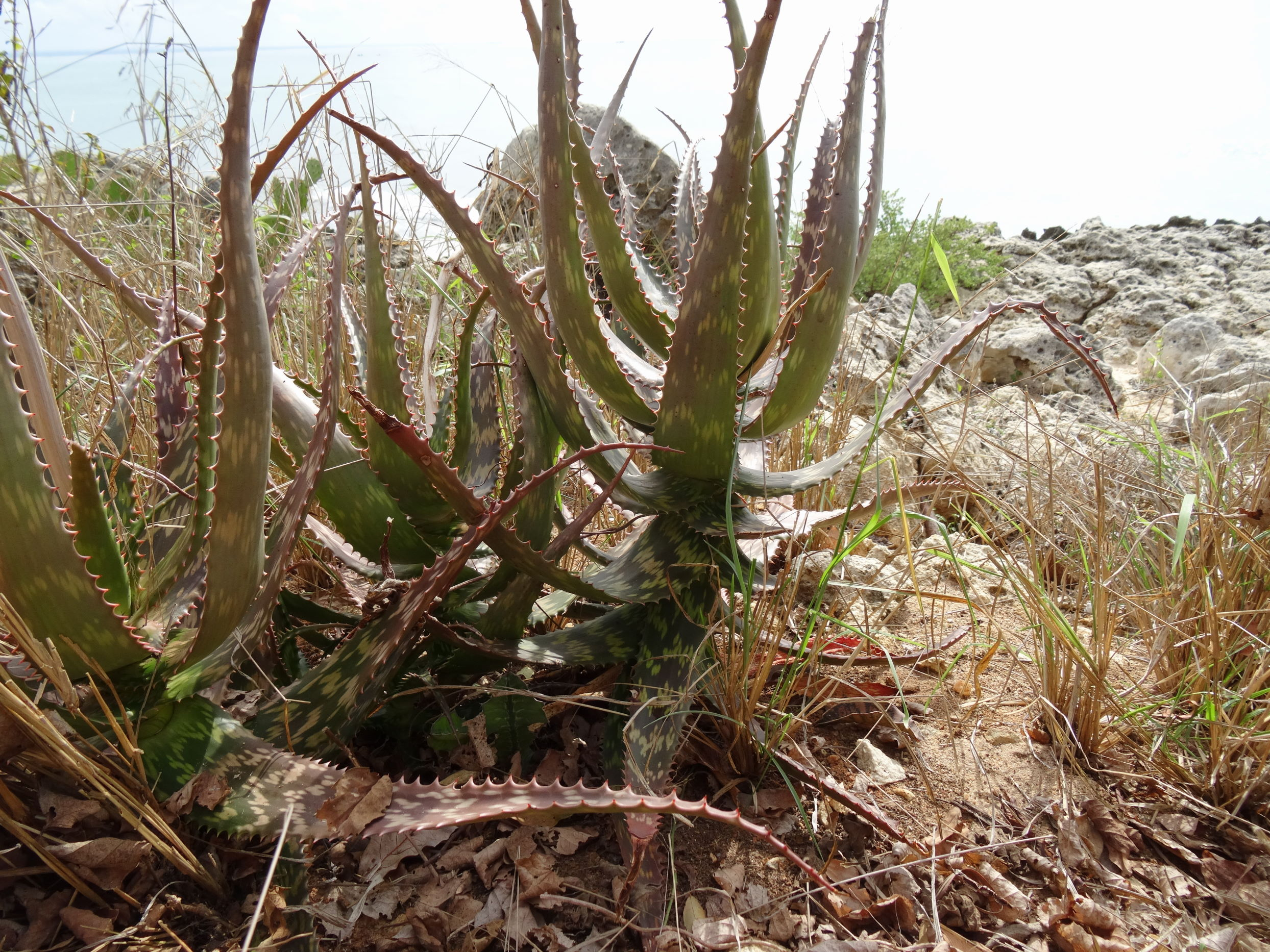
Aloe mossurilensis

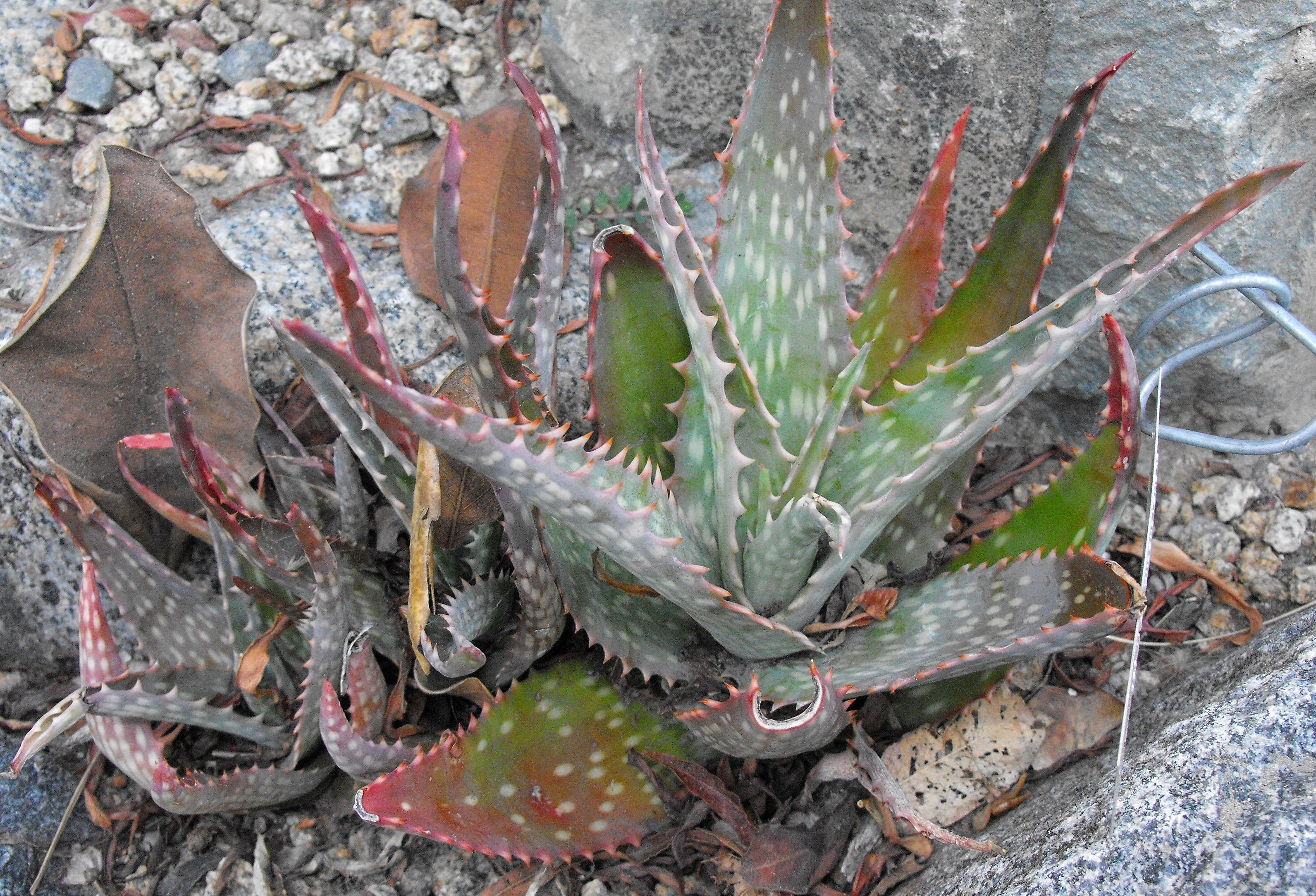
Aloe mubendiensis

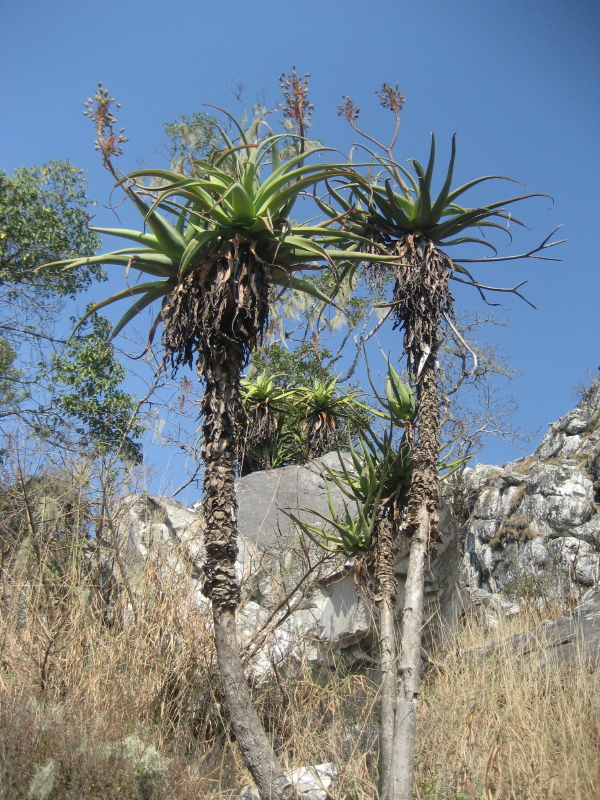
Aloe munchii

- Aloe macleayi
- Aloe macloughinii
- Aloe macrantha
- Aloe macrocarpa
- Aloe macroclada
- Aloe macrosiphon
- Aloe maculata
- Aloe madecassa
- Aloe marlothii
- Aloe marsabitensis
- Aloe massawana
- Aloe mawii
- Aloe mayottensis
- Aloe medishiana
- Aloe megalacantha
- Aloe melanacantha
- Aloe menachensis
- Aloe mendesii
- Aloe menyhartii
- Aloe meruana
- Aloe metallica
- Aloe meyeri
- Aloe microcantha
- Aloe microdonta
- Aloe microstigma
- Aloe millotii
- Aloe milne-redheadii
- Aloe minima
- Aloe modesta
- Aloe moledarana
- Aloe monotropa
- Aloe monteiroi
- Aloe monticola
- Aloe morijensis
- Aloe morogoroensis
- Aloe mubendiensis
- Aloe mudenensis
- Aloe multicolor
- Aloe munchii
- Aloe murina
- Aloe musapana
- Aloe mutabilis
- Aloe mutans
- Aloe myriacantha
- Aloe mzinbana

## N-O
- Aloe namibensis
- Aloe ngobitensis
- Aloe ngongensis
- Aloe niebuhriana
- Aloe nubigena
- Aloe nuttii
- Aloe nyeriensis
- Aloe obscura
- Aloe officinalis
- Aloe ortholopha
- Aloe otallensis

## P

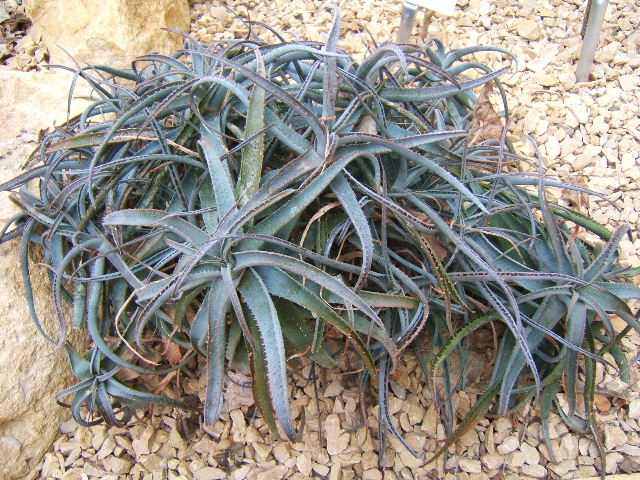
Aloe parvula

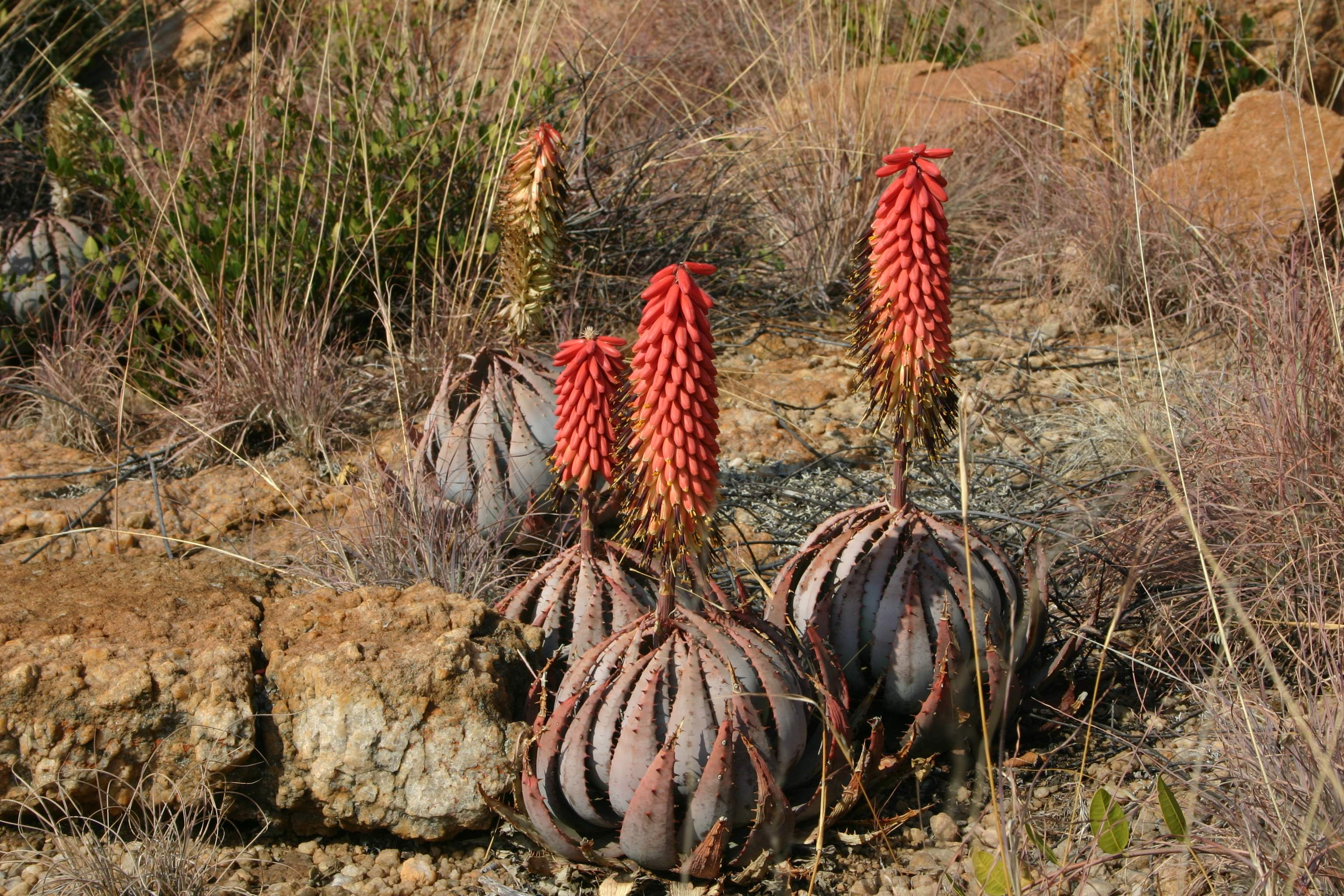
Aloe peglerae

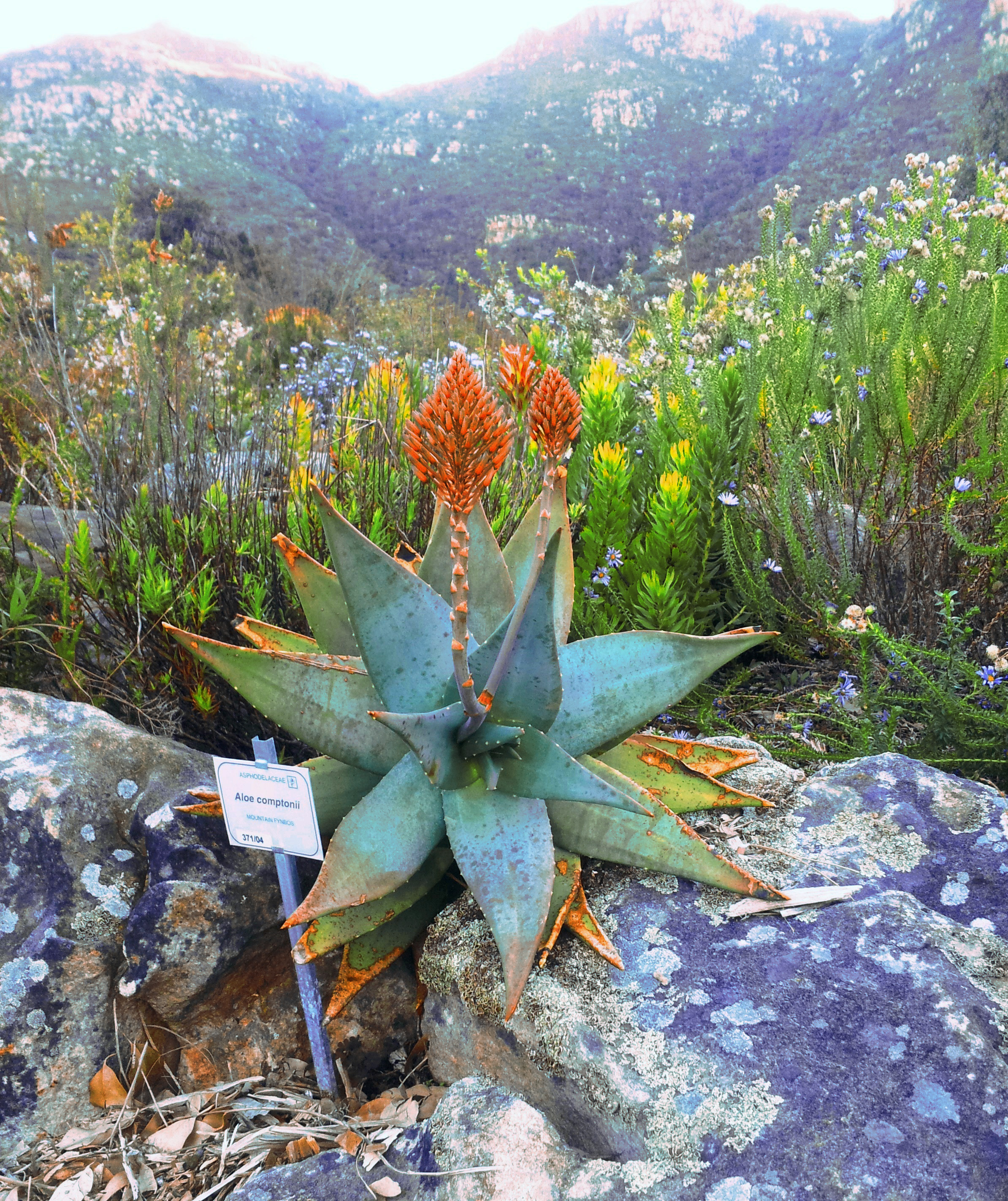
Aloe perfoliata-comptonii

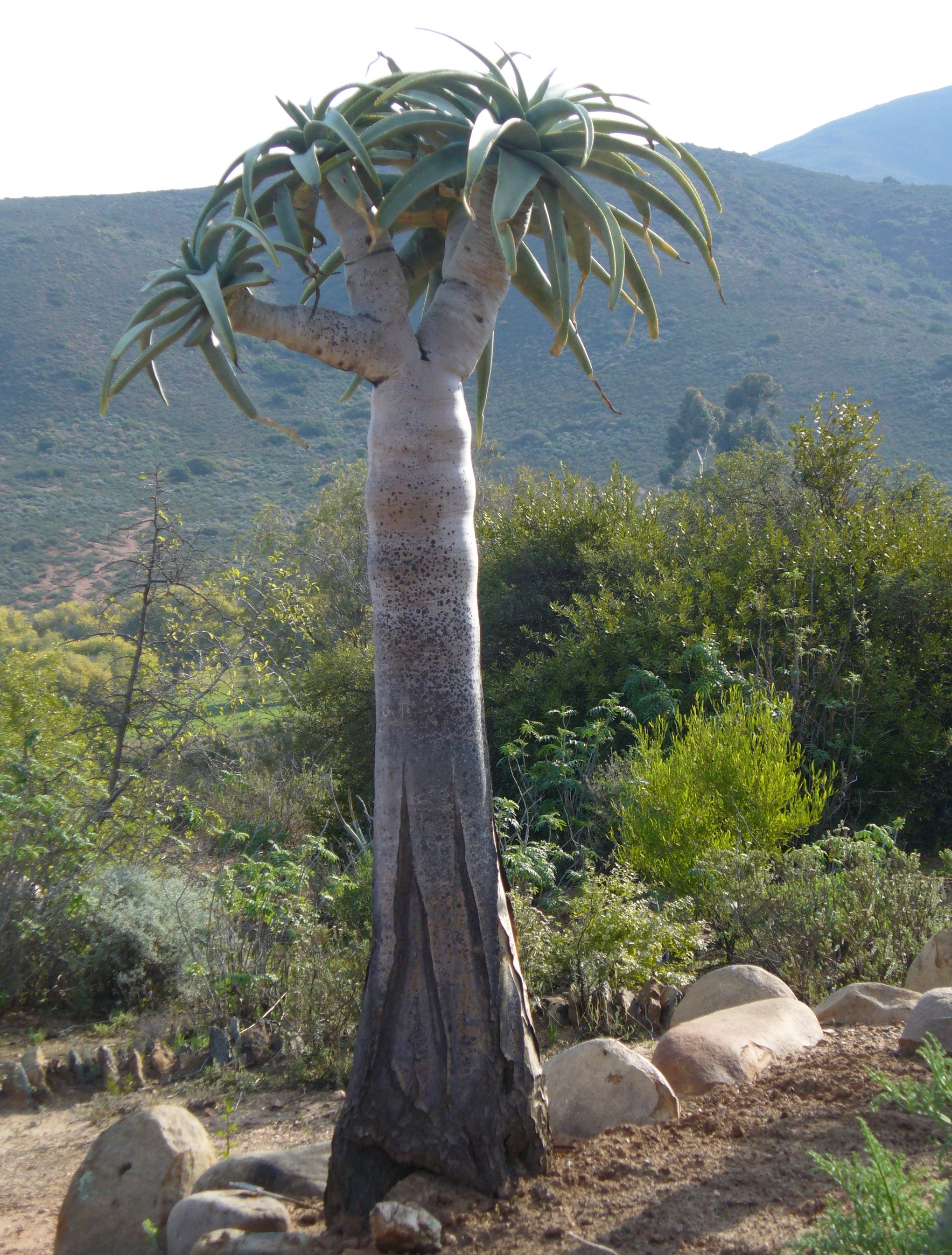
Aloe pillansii

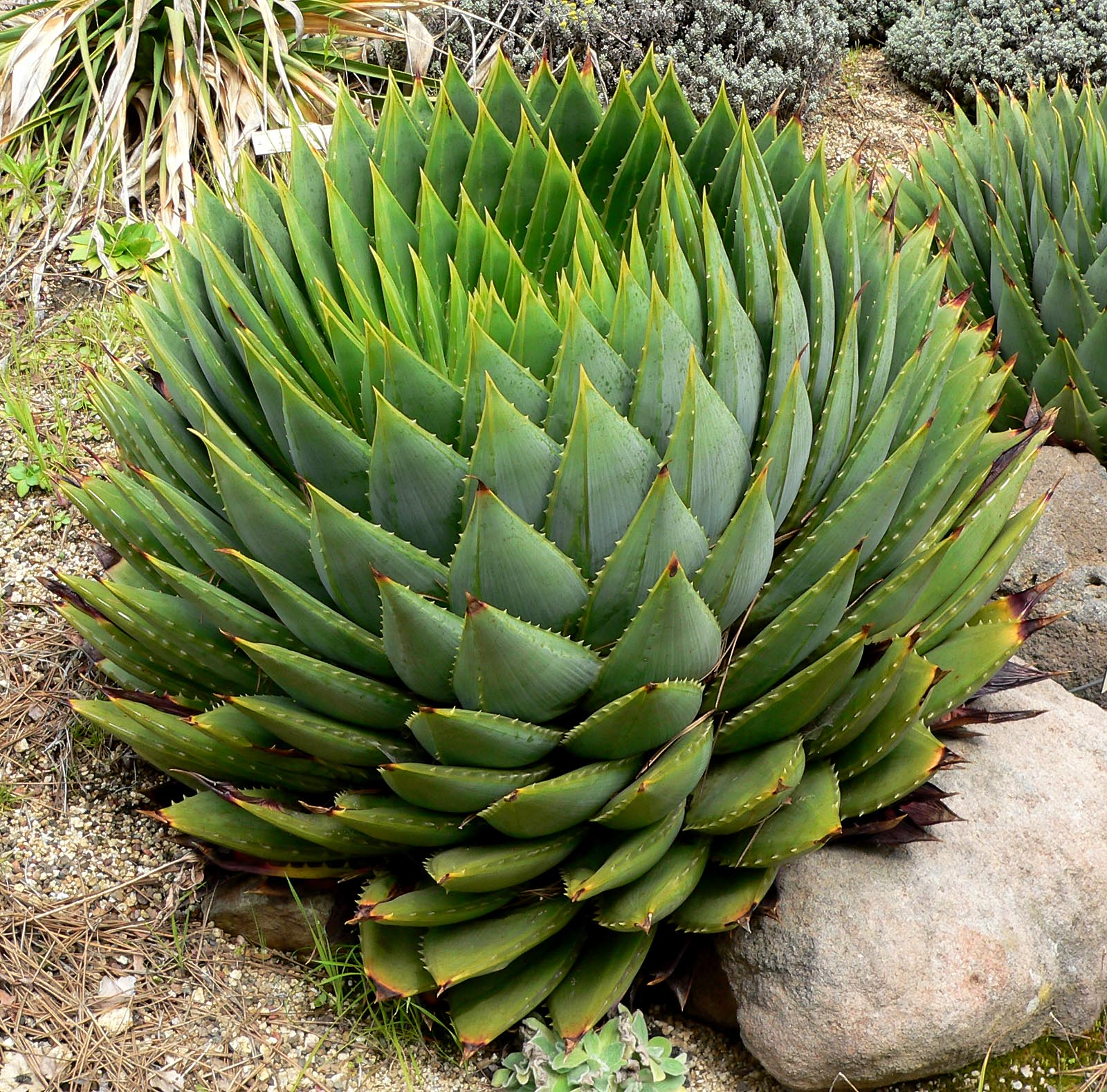
Aloe polyphylla

- Aloe pachygaster
- Aloe palmiformis
- Aloe parellifolia
- Aloe parvibracteata
- Aloe parvidens
- Aloe parviflora
- Aloe parvula
- Aloe patersonii
- Aloe pearsonii
- Aloe peckii
- Aloe peglerae
- Aloe pendens
- Aloe penduliflora
- Aloe percrassa
- Aloe perfoliata
- Aloe perrieri
- Aloe petricola
- Aloe petrophila
- Aloe peyrierasii
- Aloe pirottae
- Aloe plicatilis
- Aloe plowesii
- Aloe pluridens
- Aloe pole-evansii
- Aloe powysiorum
- Aloe pretoriensis
- Aloe princeae
- Aloe x principis
- Aloe prinslooi
- Aloe procera
- Aloe pruinosa
- Aloe pubescens
- Aloe purpurascens
- Aloe pustuligemma

## R

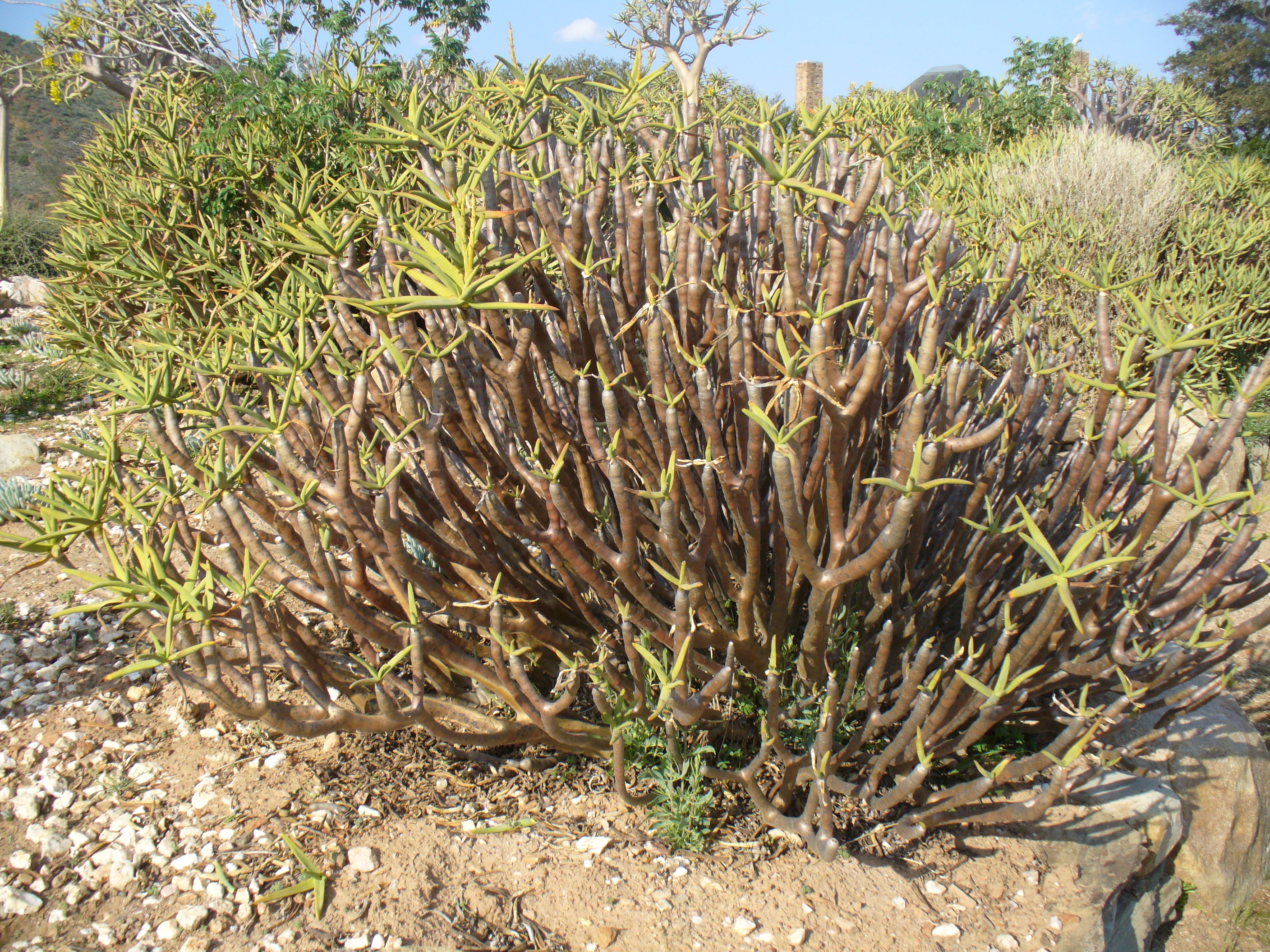
Aloe ramosissima

- Aloe rabaiensis
- Aloe rauhii
- Aloe reitzii
- Aloe retrospiciens
- Aloe reynoldsii
- Aloe rhodesiana
- Aloe richardiae
- Aloe richtersveldensis
- Aloe rigens
- Aloe rivae
- Aloe rivieri
- Aloe rubriflora
- Aloe rubroviolacea
- Aloe rugosifolia
- Aloe runcinata
- Aloe rupestris
- Aloe rupicola
- Aloe ruspoliana

## S

Aloe suprafoliata

Aloe spicata

- Aloe sabaea
- Aloe salm-dyckiana
- Aloe saundersdiae
- Aloe scabrifolia
- Aloe schelpei
- Aloe schliebenii
- Aloe schoellerii
- Aloe schomeri
- Aloe schweinfurthii
- Aloe scobinifolia
- Aloe scorpioides
- Aloe secundiflora
- Aloe sereti
- Aloe serriyensis
- Aloe sessilifora
  - Aloe sessiliflora vryheidensis
- Aloe sheilae
- Aloe silicola
- Aloe simii
- Aloe sinana
- Aloe sinkatana
- Aloe sladeniana
- Aloe somaliensis
  - Aloe somaliensis marmorata
  - Aloe somliensis somaliensis
- Aloe soutpansbergensis
- Aloe spicata
- Aloe splendens
- Aloe squarrosa
- Aloe steudneri
- Aloe striatula
- Aloe stuhlmannii
- Aloe suarezensis
- Aloe subacutissima
- Aloe succotrina
- Aloe suffulta
- Aloe suprafioliata
- Aloe suzannae
- Aloe swynnertonii

## T-U

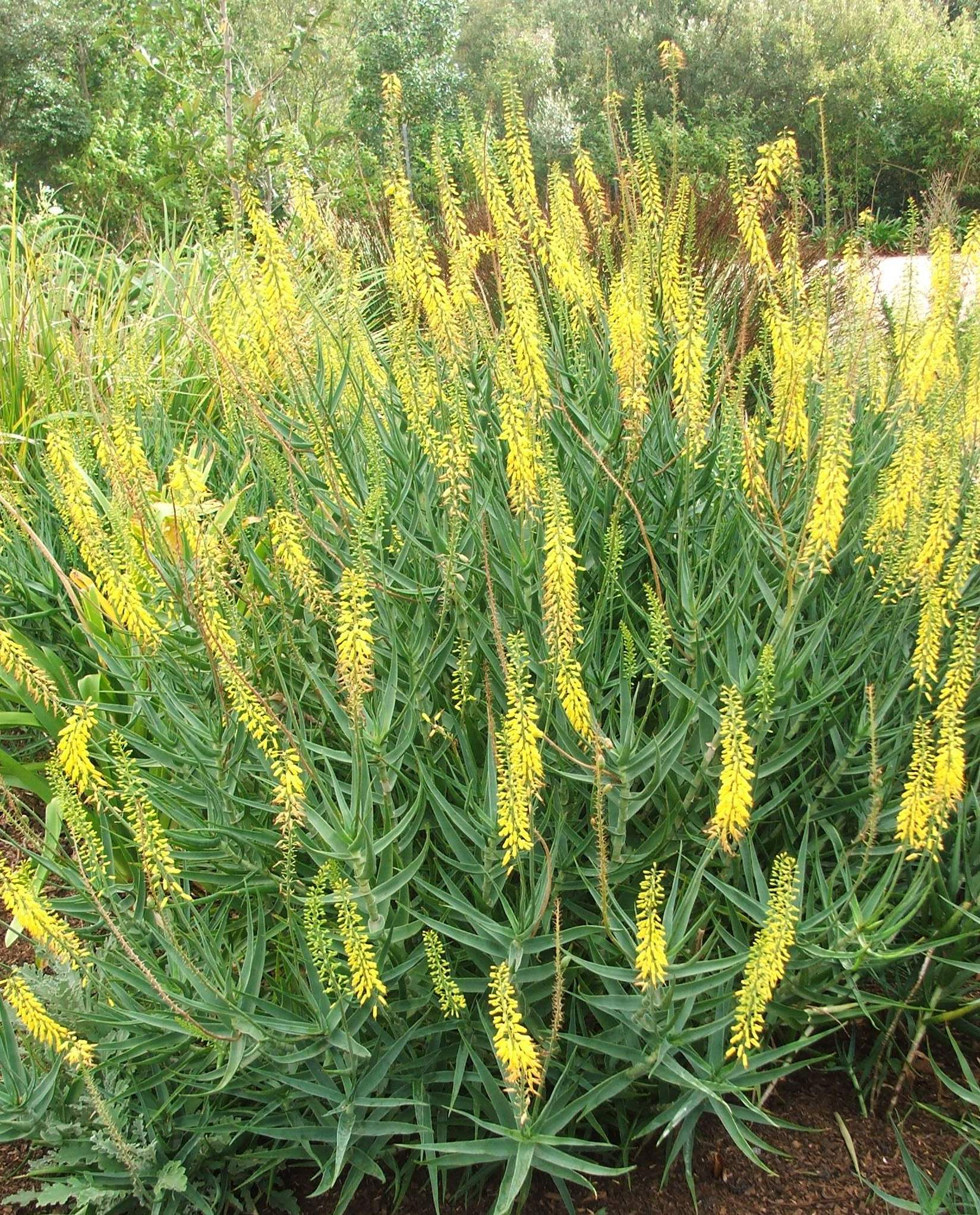
Aloe tenuior var. tenuior

Aloe umfoloziensis

- Aloe tenuior
- Aloe thompsoniae
- Aloe thorncroftii
- Aloe thraskii
- Aloe tidmarshii
- Aloe tomentosa
- Aloe tororoana
- Aloe torrei
- Aloe trachyticola
- Aloe transvaalensis
- Aloe trigonantha
- Aloe trothae
- Aloe tugenensis
- Aloe turkanensis
- Aloe tweediae
- Aloe ukambensis
- Aloe umbellata
- Aloe umfuloziensis

## V
- Aloe vacillans
- Aloe vallaris
- Aloe vanbalenii
- Aloe vandermerwei
- Aloe vaombe
- Aloe vaotsanda
- Aloe venenosa
- Aloe venusta
- Aloe vera
- Aloe verdoorniae
- Aloe verecunda
- Aloe verrucosospinosa
- Aloe versicolor
- Aloe veseyi
- Aloe viguieri
- Aloe viridiflora
- Aloe vituensis
- Aloe vogtsii
- Aloe volkensii
- Aloe vossii
- Aloe vryheidensis
- Aloe vulgaris

## W-Z
- Aloe whitcombei
- Aloe wickensii
- Aloe wildii
- Aloe wilsonii
- Aloe wollastonii
- Aloe woolliana
- Aloe wrefordii
- Aloe yavellana
- Aloe yemenica
- Aloe zakamisyi